# Hur snatchar man 50 000 av en rom?
Hur snatchar man 50 000 av en rom? är en svensk realityserie i tävlingsformat som hade premiär på SVT och SVT Play den 3 februari 2025. Serien som består av sex avsnitt är en spinoff av SVT-produktionen Blottad i Sápmi där samma tävlingsdeltagare ingick.

## Handling
Realityserien handlar om skådespelaren Louie Marti som bestämmer sig för att bjuda med sig tre influencers till sin herrgård för att öka deras kunskaper om romani-Sverige. Om trion, bestående av Lisa Sidén, Jonathan Johansson och Tanja Ingebretsen Kallin lyckas med alla uppdrag Marti ger dem vinner de 50 000 kronor.

## Medverkade
- Louie Marti
- Lisa Sidén
- Jonathan Johansson
- Tanja Ingebretsen Kallin